# جون كوتن سميث
جون كوتن سميث هو قاضي وسياسي أمريكي، ولد في 12 فبراير 1765 في شارون ‏ في الولايات المتحدة، وتوفي بنفس المكان في 7 ديسمبر 1845. نشط حزبياً في الحزب الفيدرالي الأمريكي. وقد انتخب حاكم كونيتيكت ‏ وانتخب عضو مجلس النواب الأمريكي ‏.